# Vlastimil Kopecký
Vlastimil Kopecký (ur. 14 października 1912 w Vilémovie zm. 30 lipca 1967 w Hlinsku) – czechosłowacki piłkarz grający na pozycji napastnika.

## Kariera
Dla Slavii Praga rozegrał 325 spotkań i strzelił 252 bramki. Zajmuje drugie miejsce w rankingu najskuteczniejszego zawodnika w historii ligi, ustępując jedynie Josefowi Bicanowi. W reprezentacji zagrał 26 razy, dwukrotnie pełnił funkcję kapitana. Uczestnik mundiali w 1934 i w 1938 roku. Zmarł w 1967 roku podczas meczu oldbojów Slavii na atak serca.

## Sukcesy
- I liga czechosłowacka w piłce nożnej: 1933, 1934, 1935, 1937 i 1947
- mistrz Protektoratu Czech i Moraw: 1940, 1941, 1942 i 1943
- Puchar Czechosłowacji: 1941, 1942 i 1945 (także 1932, 1935 i 1941 Středočeský pohár)
- Puchar Mitropa: 1938